# Percy Loses a Shilling
Percy Loses a Shilling è un cortometraggio muto del 1912 diretto da Frank Wilson. Non si conoscono dati precisi del film, andato distrutto per recuperare il nitrato d'argento della pellicola.

## Produzione
Il film fu prodotto dalla Hepworth.

## Distribuzione
Venne distribuito dalla Hepworth.